# Panzer Dragoon (computerspelserie)
Panzer Dragoon is een computerspelserie van rail shooters en rollenspellen ontwikkeld door Team Andromeda en uitgegeven door Sega.

## Serie
De eerste drie spellen in de Panzer Dragoon-serie verschenen vanaf 1995 voor de Sega Saturn. Een vierde titel, genaamd Panzer Dragoon Orta, werd in 2002 uitgebracht voor de Xbox.
De spellen vallen in het rail shooter-genre, met uitzondering van het spel Panzer Dragoon Saga dat ook elementen van een rollenspel introduceert. In de serie draait het om de held of heldin die op de rug van een mythische draak moet vechten tegen vijanden.
In maart 2020 verscheen een remake van het eerste deel voor de Nintendo Switch.

## Spellen in de reeks
- Panzer Dragoon (1995)
- Panzer Dragoon II Zwei (1996)
- Panzer Dragoon Saga (1998)
- Panzer Dragoon Orta (2002)
- Panzer Dragoon: Remake (2020)